# Fatima Ezzahra Akif
 Fatima Ezzahra Akif  (en arabe : فاطمة الزهراء عكيف), née le 30 avril 2001 à Casablanca, est une footballeuse marocaine jouant au poste de milieu offensive et une joueuse de futsal internationale marocaine.
Elle s'est surtout fait connaitre à travers les réseaux sociaux pour son rapport avec le football freestyle.

## Biographie
Originaire de Ouarzazate, Fatima Ezzahra Akif voit le jour et grandit à Casablanca, dans le quartier de Aïn Chock.
Elle découvre le football à l'âge de 6 ans avec ses deux frères aînés et en jouant dans les rues de son quartier après chaque sortie d'école. Fatima a aussi une grande sœur.
« Parmi les difficultés que j'ai rencontrées, celle de ma famille qui ne voulait pas que je joue au football. Mais ma mère elle, me soutenait et c'est grâce à elle que j'ai pu continuer à pratiquer. »
— Fatima Ezzahra Akif, Entretien avec welovebuzz.
En parallèle de sa vie sportive, Akif suit des études dans la gestion des entreprises.

### Carrière en club
La carrière de footballeuse de Fatima Ezzahra Akif commence aux Étoiles de l'Avenir, club de Casablanca dans lequel elle se forme.
En 2018, elle change de ville pour Larache en signant à Jawharat Najm Larache (AJNLF).
Elle reste deux saisons à l'AJNLF, club avec lequel en 2021, elle monte en première division du championnat national.
À l'issue de cette saison, elle change de destination tout en restant en première division en rejoignant le Chabab Mohammedia.

### Football freestyle
Durant la période de confinement liée au covid-19, elle se filme en jonglant avec le ballon et se familiarise avec le foot freestyle.
Âgée de 19 ans, Akif décide alors de participer à distance à des compétitions de la discipline, parmi elles, le championnat d'Afrique féminin en 2020 (Freestyle Unlocked Africa 2020) qui a reçu plus de 150 candidatures venant d'une vingtaine de pays.
Retenue pour la finale, Fatima Ezzahra Akif remporte la compétition.
Sa notoriété à travers les réseaux sociaux attirent des marques avec lesquelles elle collabore.

### Carrière internationale
Fatima Ezzahra Akif a fréquenté toutes les catégories de l'équipe nationale du Maroc.

#### Maroc -17 ans
Alors qu'elle évolue aux Étoiles de l'Avenir, elle reçoit une convocation en équipe du Maroc -17 ans pour participer à divers stages et rassemblement.
Elle prend part aux éliminatoires de la Coupe du monde 2016 durant lesquelles le Maroc ne parvient à pas se qualifier (en) à la phase finale en Jordanie en échouant face au Ghana au dernier tour.

#### Maroc -20 ans
Fatima Ezzahra Akif sera appelée par Lamia Boumehdi pour prendre part à plusieurs stages avec les -20 ans du Maroc.
Elle participe avec la sélection aux Jeux africains de 2019 organisés au Maroc. Compétition à l'issue de laquelle, le Maroc termine à la 3e place du tournoi de football féminin.
Toujours la même année, Akif est sélectionnée pour prendre part au tournoi de l'UNAF à Tanger que le Maroc remporte en gagnant ses trois matchs.
Début 2020, elle dispute les qualifications à la Coupe du monde féminine de football des moins de 20 ans 2020 durant lesquelles le Maroc s'impose face à l'Égypte au tour préliminaire. Mais la compétition a du être annulée en raison de la pandémie liée au covid-19.

#### Maroc A
Ses performances lui ont permis d'être appelée en équipe A du Maroc.
Lamia Boumehdi la convoque en novembre 2020 pour prendre part à un stage au Ghana durant lequel l'équipe nationale affronte le Ghana dans une double confrontation amicale. Bien que dans le groupe, elle n'a pas de temps de jeu.

#### Maroc Futsal
Ses qualités techniques lui permettent d'être appelée par Hassan Rhouila en équipe du Maroc féminine de futsal qui a vu le jour durant la saison sportive 2021-2022. Âgé de 20 ans, elle fait donc partie de la première génération de joueuses marocaines à jouer dans cette sélection.
Tout en pratiquant le football traditionnel en club, Fatima Ezzahra Akif participe à plusieurs stages et matchs amicaux avec la sélection.
Elle marque ses premiers buts internationaux lors d'une double confrontation contre le Bahreïn,.

## Statistiques

### En sélection
Les tableaux suivant listent les rencontres de l'équipe du Maroc auxquelles Fatima Ezzahra Akif a pris part :

## Palmarès

### En club
Étoiles de l'Avenir
- Championnat de la Ligue du Grand Casablanca
  - Champion : 2018

 Jawharat Najm Larache
- Championnat du Maroc D2
  - Champion : 2020
  - Vice-champion : 2019

### En sélection
Équipe du Maroc -20 ans
- Jeux africains
  -  3e place : 2019

- Tournoi UNAF
  - Vainqueur : 2019